# Clotho Tessera
Clotho Tessera est une région formée de tesserae située sur la planète Vénus par 56,4° N et 334,9° E près d'Ishtar Terra, au sud de Lakshmi Planum, entre Danu Montes et Sedna Planitia.
Large de près de 290 km, cette région a une altitude comprise entre 4 000 et 1 000 m.